# Olga Mikulášková
Olga Mikulášková, coniugata Kyzlinková e successivamente Přidalová (Brno, 26 settembre 1939 – Brno, 21 febbraio 2025), è stata una cestista cecoslovacca.
Era la sorella di Eva Mikulášková.

## Carriera
Con la Cecoslovacchia ha disputato due edizioni dei Campionati mondiali (1964, 1967) e quattro dei Campionati europei (1962, 1964, 1966, 1968).